# Can Dalmai
Can Dalmai és una masia situada al municipi de Torrent, a la comarca catalana del Baix Empordà.